# Prawo okresowości Mendelejewa
Prawo okresowości pierwiastków chemicznych zostało sformułowane przez Dymitra Mendelejewa w roku 1869. Stwierdził on, że: 
właściwości pierwiastków są periodycznie zależne od ich mas atomowych.
Nie zawarł jednak w swoim prawie określenia długości tych okresów. Swoje założenia Mendelejew opierał na prawie triad J. W. Doebereinera i prawie oktaw A. R. Newlandsa. Odkrycie Mendelejewa było punktem zwrotnym w rozwoju chemii, dając możliwość przewidywania właściwości nieodkrytych jeszcze pierwiastków. Prawo okresowości było podstawą zbudowania układu okresowego pierwiastków. 
Dzisiaj prawo okresowości brzmi: 
Właściwości pierwiastków chemicznych uporządkowanych zgodnie ze wzrastającą liczbą atomową powtarzają się okresowo.
Prawo okresowości jest podstawą konstrukcji układu okresowego. W czasach Mendelejewa nie było logicznego uzasadnienia tego prawa. Dopiero po odkryciu struktury atomu nabrało ono fizycznego znaczenia. Współcześnie wiadomo, że numer okresu odpowiada numerowi powłoki walencyjnej atomu. Liczba pierwiastków w jednym okresie wynika z liczby orbitali na powłoce walencyjnej, z których każdy może być wypełniony maksymalnie dwoma elektronami. Orbitale te są zapełniane według następującego schematu:
1. okres: 1s – 2 pierwiastki
2. okres: 2s 2p – 8 pierwiastków
3. okres: 3s 3p – 8 pierwiastków
4. okres: 4s 3d 4p – 18 pierwiastków
5. okres: 5s 4d 5p – 18 pierwiastków
6. okres: 6s 4f 5d 6p – 32 pierwiastki
7. okres: 7s 5f 6d 7p – 32 pierwiastki
8. okres: 8s 5g 6f 7d 8p – 50 pierwiastków (hipotetycznie, żaden z nich nie został dotąd odkryty)
Przy czym zapełnianie orbitali ze wzrostem liczby elektronów nie zawsze odbywa się dokładnie w podanej wyżej kolejności. Ze względu na bliskość niektórych poziomów energetycznych, w przypadku części metali przejściowych dochodzi do tzw. promocji elektronowej.